# وستفیلیا (مریلند)
وستفیلیا (به انگلیسی: Westphalia) شهری در ایالت مریلند کشور ایالات متحده آمریکا است که جمعیت آن در سرشماری سال ۲۰۱۰ میلادی، ۷٬۲۶۶ نفر بوده‌است.